# Cristaria multiflora
Cristaria multiflora là một loài thực vật có hoa trong họ Cẩm quỳ. Loài này được Gay mô tả khoa học đầu tiên năm 1846.